# Borregos México
Los Borregos México es un equipo de fútbol americano universitario de México. La escuadra representa desde el año 2016 al Tecnológico de Monterrey, Campus Estado de México y al Tecnológico de Monterrey, Campus Ciudad de México, institución privada de educación superior. En el 2016 el Instituto Tecnológico y de Estudios Superiores de Monterrey decidió unificar sus programas de fútbol americano universitario dentro de la Ciudad de México y área Metropolitana, para ser más competitivos. En el 2016 tuvo su primera partición en la Liga Premier CONADEIP.

## Historia
En 2015 juegan su última temporada los Borregos CEM, Borregos Salvajes ITESM Santa Fe y Borregos CCM en la Liga Mayor de la Conadeip y para el 2015 se reestructura el fútbol americano del ITSEM en la región centro, formándose un solo equipo, el de los Borregos México dentro de la Conferencia Independencia de la CONADEIP. 
Sus encuentros se llevan a cabo en el Estadio Corral de Plástico.